# John P. Ryan
John Patrick Ryan (* 30. Juli 1936 in New York City, New York; † 20. März 2007 in Los Angeles,  Kalifornien) war ein US-amerikanischer Schauspieler.

## Leben
Ryan, Sohn irischer Einwanderer, studierte am City College of The City University of New York, kurz CCNY und diente sechs Jahre in der U.S. Army. Erste Auftritte hatte er in den frühen 70er Jahren. Als Nebendarsteller trat er in Serien wie Kojak – Einsatz in Manhattan, Starsky & Hutch, Detektiv Rockford – Anruf genügt, Miami Vice und M*A*S*H auf.
An der Seite von Jack Nicholson spielte er erste Kinonebenrollen. Kleinere Auftritte hatte er in so bekannten Filmen wie Futureworld – Das Land von Übermorgen, 1976 mit Yul Brynner und Peter Fonda, The Cotton Club, 1984 mit Richard Gere und Hoffa, 1992 mit Danny DeVito und Jack Nicholson. Als Charakterdarsteller spielte er meist gradlinige Cops und wortkarge Militärangehörige. 1974 übernahm er eine tragende Rolle in dem Horrorfilm Die Wiege des Bösen. 1985 war er in Runaway Train als Gefängnisdirektor Ranken der Gegenspieler von Jon Voight und Eric Roberts. Seine letzte Filmrolle übernahm Ryan 1996 als Mafioso Micky Malnato im Neo-Noir-Thriller Bound – Gefesselt, dem Regie-Debüt der Wachowskis.

## Filmografie (Auswahl)

### Kino
- 1968: Der schnellste Weg zum Jenseits (A Lovely Way to Die)
- 1970: Five Easy Pieces – Ein Mann sucht sich selbst (Five Easy Pieces)
- 1972: Der König von Marvin Gardens (The King of Marvin Gardens)
- 1973: Der Spürhund (Shamus)
- 1973: Jagd auf Dillinger (Dillinger)
- 1973: Treffpunkt Central Park (Cops and Robbers)
- 1974: Die Wiege des Bösen (It's Alive)
- 1976: Duell am Missouri (The Missouri Breaks)
- 1976: Futureworld – Das Land von Übermorgen (Futureworld)
- 1978: Die Wiege des Satans (It Lives Again)
- 1980: Bruchlandung im Paradies (The Last Flight of Noah's Ark)
- 1981: Wenn der Postmann zweimal klingelt (The Postman Always Rings Twice)
- 1982: Der große Zauber (The Escape Artist)
- 1983: Atemlos (Breathless)
- 1983: Der Stoff, aus dem die Helden sind (The Right Stuff)
- 1984: Cotton Club (The Cotton Club)
- 1985: Runaway Train
- 1986: Night Hunter (Avenging Force)
- 1987: Das Weiße im Auge (Death Wish 4: The Crackdown)
- 1987: Faustrecht – Terror an der Highschool (Three O'Clock High)
- 1987: Fatal Beauty
- 1987: Rent-a-Cop
- 1989: Karate Tiger IV – Best of the Best
- 1990: Delta Force 2 – The Columbian Connection (Delta Force 2: The Colombian Connection)
- 1990: Die Klasse von 1999 (Class of 1999)
- 1990: Avatar – Wiedergeburt des Bösen (Eternity)
- 1992: White Sands – Der große Deal (White Sands)
- 1992: Jimmy Hoffa (Hoffa)
- 1993: American Cyborg(Steel Warrior)
- 1994: Staatsauftrag: Mord (Les patriotes)
- 1995: Pecos Bill – Ein unglaubliches Abenteuer (Tall Tale)
- 1996: Bound – Gefesselt (Bound)

### Fernsehserie
- 1974: Kojak – Einsatz in Manhattan (Kojak)
- 1975: Make-up und Pistolen (Police Woman)
- 1977: Detektiv Rockford – Anruf genügt (The Rockford Files)
- 1979: Hawaii Fünf-Null (Hawaii Five-O)
- 1979: Starsky & Hutch
- 1980: Buck Rogers (Buck Rogers in the 25th Century)
- 1980: Hart aber herzlich (Hart to Hart) (Fernsehserie, Folge: Teure Tapeten)
- 1982: M*A*S*H
- 1984: Simon & Simon
- 1984: Matt Houston
- 1985: Cagney & Lacey
- 1989: Miami Vice
- 1993: Die Abenteuer des Brisco County jr. Episode 10/27 (Zwölf Uhr fünfzehn mittags)